# Parque Arqueológico de las Murallas Meriníes de Algeciras

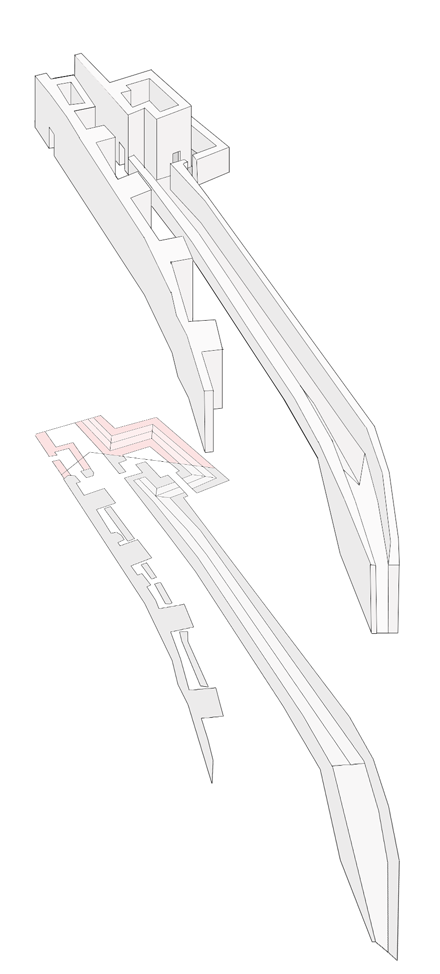
Reconstrucción ideal de las murallas, torres, foso y puerta de las murallas de Algeciras

El parque arqueológico de las murallas meriníes de Algeciras se encuentra en la avenida de Blas Infante, limitando al norte la Villa Nueva y muestra los restos arqueológicos dejados al descubierto en las excavaciones realizadas en el año 1997. Abarca unos 6000 metros cuadrados y se complementa con el centro de interpretación de la cultura andalusí situado en un edificio cercano.

## Descubrimiento
Los terrenos donde se localiza hoy día el parque arqueológico estuvo ocupado por el cuartel de infantería construido junto a lo que fue el Fuerte de Santiago y frente al paseo Cristina. En 1996, abandonado ya el uso militar de los cuarteles se procedió a su demolición y a urbanizar la zona. En un principio las obras pretendían ampliar la avenida de Blas Infante para conectarla con el paseo marítimo. Las primeras catas realizadas en el terreno pusieron de manifiesto su potencial arqueológico provocando una cierta alarma social por la posible destrucción de los restos si el proyecto inicial se cumplía.
Durante 1997 se celebró en la ciudad la Conferencia internacional sobre fortificaciones en Al-Ándalus, fue durante este acto cuando los investigadores presentaron los resultados de las excavaciones y la recomendación de conservar los restos. Con todo ello el equipo de gobierno de la ciudad decidió cambiar los planes iniciales desviando la prolongación para conservar los restos. El yacimiento permaneció nueve años en completo abandono a la espera de subvenciones para su recuperación; no fue hasta 2006 que hubo un proyecto de conservación de las murallas meriníes de la ciudad, cuando los acuerdos firmados entre la Junta de Andalucía y el Ayuntamiento de la ciudad posibilitaron la puesta en valor de los restos. El parque arqueológico y el centro de interpretación de la cultura andalusí fueron inaugurados por el alcalde de la localidad, Tomás Herrera Hormigo, el presidente de la Diputación de Cádiz Francisco González Cabaña, la consejera de Cultura de la Junta de Andalucía Rosario Torres y el subdelegado del Gobierno Sebastián Saucedo Moreno en noviembre de 2009.

## Contexto arqueológico

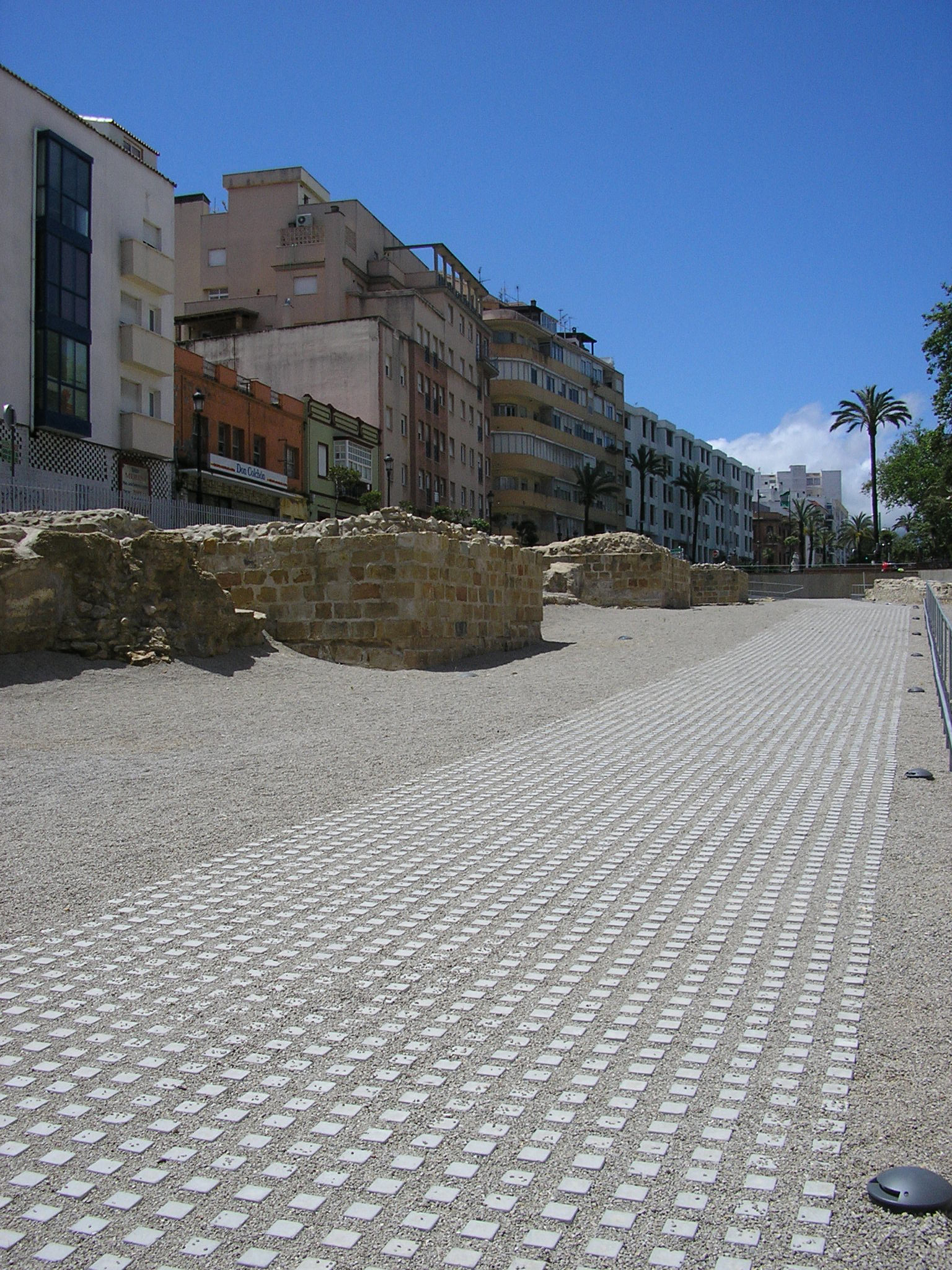
Aspecto actual de las torres y liza en el parque arqueológico tras su restauración.

Debido a la destrucción y posterior abandono de la ciudad en 1379 Algeciras no posee apenas patrimonio arqueológico. La zona de la ciudad donde se localizaron los restos de muralla meriníes corresponde con la llamada Villa Vieja de Al-Yazirat Al-Hadra o Recinto Norte. En esta villa no se mantenía en pie en el momento de las excavaciones ninguna construcción anterior a 1730 salvo un pequeño lienzo de 10 metros de lo que se creía debía ser la muralla en la parte baja de lo que hoy es el parque, en la entonces calle Santiago. Este lienzo era interpretado como parte de la muralla aunque hoy se sabe que es la escarpa del foso y parte de la barbacana. La existencia de este pequeño lienzo y algunas fotografías antiguas en las que era posible identificar parte del actual parque arqueológico indujeron a pensar a los investigadores que en la zona podían conservarse restos del recinto norte; por ello se procedió a la excavación sistemática del lugar aún antes de que el ayuntamiento obligara a realizar catas dentro de la llamada zona de cautela arqueológica.

## Restos
Los restos localizados se corresponden con un tramo de muralla con cuatro torres, foso con parte de la barbacana y la llamada puerta de Gibraltar o del Fonsario, construcción exenta a la muralla que permitía el paso a la ciudad. La Puerta de Gibraltar poseía dos puentes que permitía el paso del foso a la puerta y de la puerta a la liza; durante las excavaciones también se localizó un cementerio con varias fases de ocupación, citado en las fuentes medievales.

### Muralla
Se conservan unos 200 metros aproximadamente y en ella se encuentran integradas las torres por la parte norte y viviendas en la parte sur salvo en la zona próxima a la puerta que se encontraba libre. Se desconoce la altura de la muralla y si las torres estarían enrasadas con ella, se ignora también si estarían almenadas o no; la anchura de la muralla en su arranque es de metro y medio a dos metros; está construida con un núcleo de mortero revestido de hiladas de mampostería.

### Torres
Las cuatro torres presentes en el parque están construidas con muros de mampostería cubierta de sillares bien labrados con forma troncopiramidal para encajar mejor en la estructura del núcleo de mortero. Las dimensiones de los restos conservados son unos siete metros de lado y apenas dos de altura. A un metro del alzado se pueden observar las hiladas de mampostería retiradas por los destructores de la ciudad en 1379 con el objeto de colapsar la estructura y provocar su caída. Se conservan numerosas marcas de cantero en los sillares que ponen de manifiesto el trabajo de varias cuadrillas de trabajadores procedentes de Castilla y Aragón.

Las torres se encuentran separadas entre sí unos 20 metros. Los restos conservados muestran el núcleo de las torres, es decir que eran macizas, y lo más usual era que las torres hubieran sido huecas a partir de cierta altura. Entre alguna de las torres se observa un muro de argamasa, de muy mala factura que en un primer momento se interpretó como un intento de reparación de los lienzos de muro destruidos durante el último asedio a la ciudad en 1344 o un refuerzo para estos.

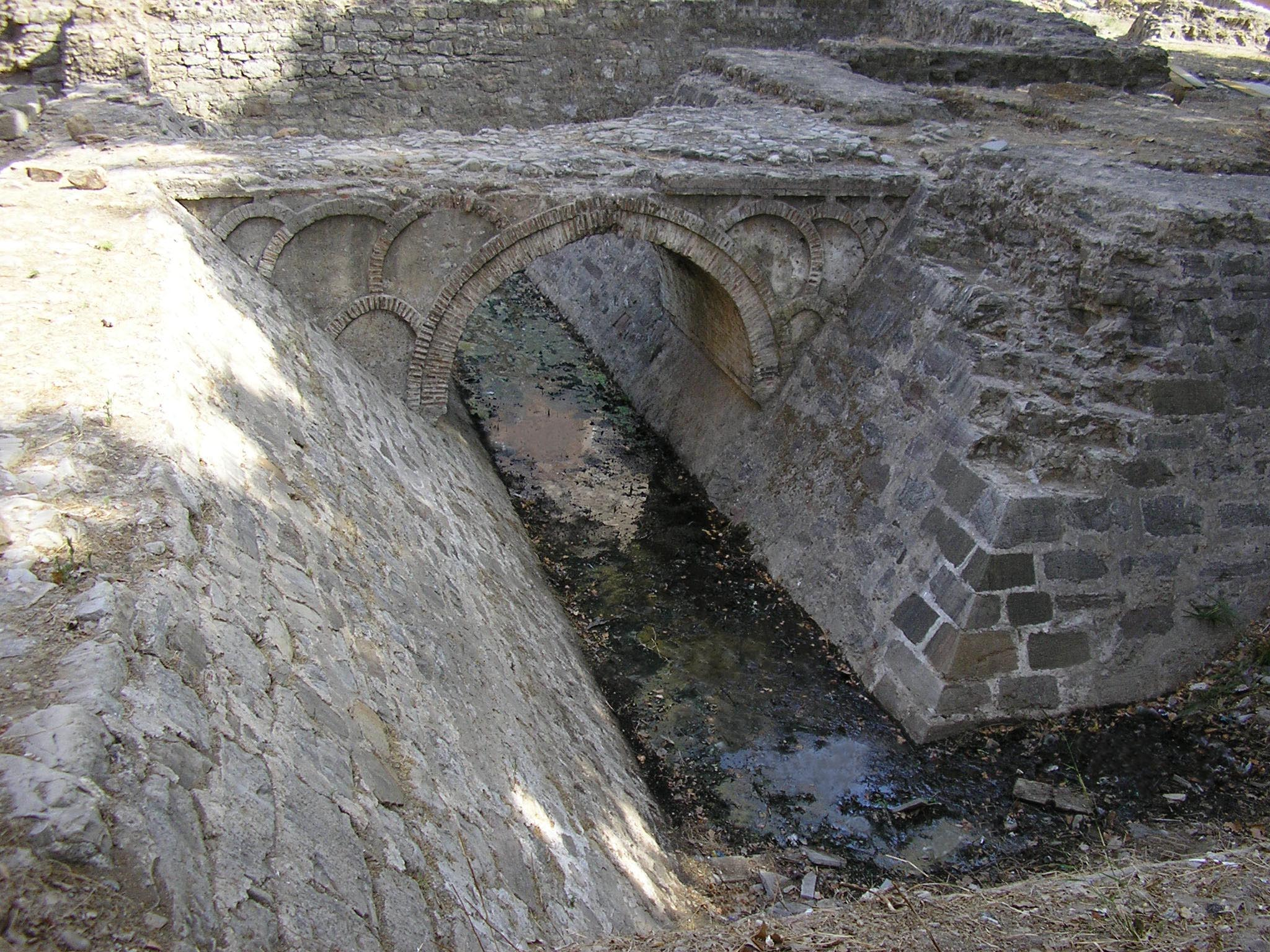
Puente de acceso a la Puerta de Gibraltar.

### Foso
El foso posee completa la escarpa y contraescarpa en casi todo su trayecto, ambas estaban construidas por cal y canto con sillería de menor tamaño que la de las torres, posee una anchura variante entre 8.20 y 4.40 metros y unos 3 metros de profundidad.
Escarpe y contraescarpe del foso hacen de basamento para la barbacana y el parapeto respectivamente, del parapeto no se conservan restos pero se supone que no debía superar el metro y medio y estaba construido por calicanto, la barbacana por el contrario ha podido ser estudiada con profundidad, se encontraba a entre 12.5 y 18 metros de la muralla y se alzaba unos 2 metros de la liza, poseía un núcleo de cal y canto revestido de sillares de peor factura que los de las torres.

El foso rodea la Puerta de Gibraltar por todos sus lados formando una bifurcación en ángulo recto. El paso a la puerta se realizó mediante un puente de un solo ojo de buena construcción que se conserva prácticamente íntegro, sus dimensiones son 3,5 metros de ancho y siete de longitud; el paso desde la puerta a la zona de liza, ya cerca de la muralla, se llevaba a cabo mediante un segundo puente, también de un solo ojo aunque de luz más pequeña que el anterior, que no ha sido totalmente excavado.

### Puerta
La llamada Puerta de Gibraltar, llamada quizás en las fuentes Bab Tarafa o Puerta del Fonsario, es un complejo defensivo monumental formado por una torre adelantada que tenía como objeto impedir la entrada a la ciudad por uno de sus puntos más débiles, mediante un complejo sistema de puertas en acodo. Los muros fueron construidos con un núcleo de calicanto revestido de sillares del que se conserva un alzado de entre 1,10 metros y 35 centímetros y delimitan un total de tres estancias empedradas comunicadas mediante puertas. Según se desprende de los restos se podía acceder a la zona alta de la puerta mediante escaleras de las que se mantiene el arranque.

### Cementerio

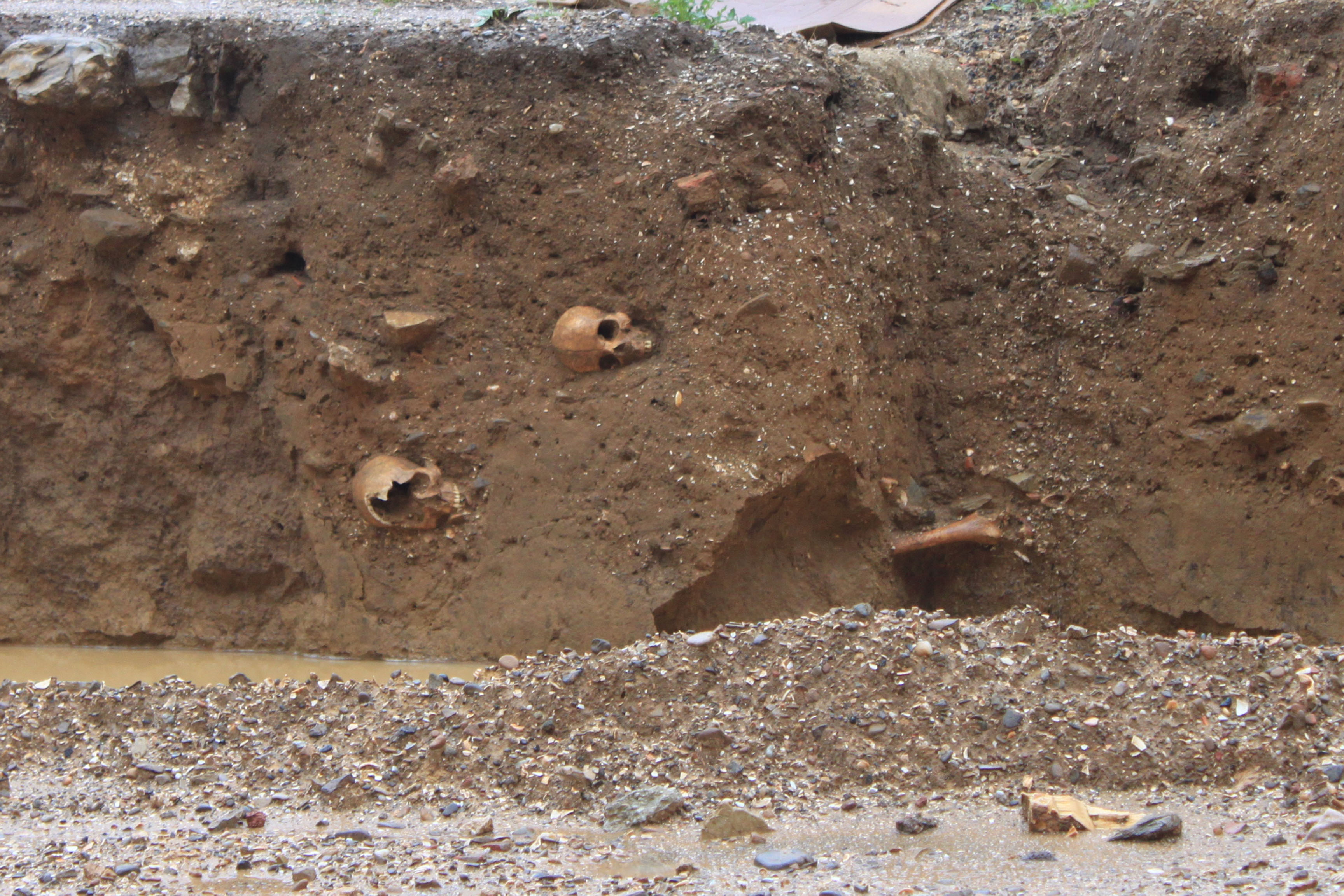
Restos correspondientes al cementerio andalusí aparecidos durante las excavaciones de 2010.

Las excavaciones realizadas en la zona norte del parque arqueológico permitieron el descubrimiento de un cementerio del que se tenían noticias pero que nunca había podido ser excavado, en total se documentaron cuatro fases de ocupación del cementerio desde el siglo X hasta su abandono en 1379, año de destrucción de la ciudad. El descubrimiento de hasta ciento treinta y siete inhumaciones puso de manifiesto el que probablemente era el cementerio más importante de la ciudad islámica; el setenta por ciento de los enterramientos corresponden a fosas simples sin ningún tipo de estructura asociada, el resto son fosas con cubiertas de tejas o pequeñas mqabriyyas correspondientes probablemente a familias importantes de la ciudad. En el cementerio de la puerta de Gibraltar aparecieron durante las excavaciones varias estelas de piedra vidriadas en verde que se supone delimitaban las tumbas o quizás secciones del cementerio y que se han convertido en símbolos de la ciudad árabe.

## Puesta en valor de los restos
Tras varias negociaciones entre el ayuntamiento de la ciudad y la Junta de Andalucía se consiguió en el año 2000 que los restos fueran puestos en valor para su museificación. Se realizó la reconstrucción parcial de las torres y de la muralla con restos arquitectónicos localizados en el mismo yacimiento. De este modo se consiguió aumentar el alzado de estos elementos hasta algo más de dos metros; tan sólo la torre 4, la más oriental de las localizadas se coservó tal como fue descubierta de este modo sería posible advertir cómo fueron derribadas las murallas al apreciarse las cuatro hiladas de sillares desmontadas para ello. La barbacana, la Puerta de Gibraltar y el foso fue también en parte reconstruidos y estabilizados. Las zonas de liza y adyacentes se trataron con tela impermeable con el fin de impedir el crecimiento de malas hierbas, de construyó un camino y dos accesos, uno desde la avenida Blas Infante y otro desde el paseo marítimo. El conjunto se completa con la exposición de diversos elementos arquitectónicos singulares localizados en el lugar y de difícil ubicación tales como molduras; también se construyeron tres contenedores metálicos que albergan parte de los numerosos bolaños de piedra encontrados en el lugar correspondientes a las catapultas utilizadas por los cristianos de Alfonso XI durante el asedio de 1344.